# Mari Luz Esteban Galarza
Mari Luz Esteban Galarza (Pedrosa de Valdeporres, provincia de Burgos, 1 de noviembre de 1959) es una antropóloga española. Hizo su licenciatura en medicina y cirugía por la universidad del País Vasco (UPV/EHU) en 1983 y en 1993 se doctoró en antropología cultural en la universidad de Barcelona.

## Biografía
Tras su licenciatura en medicina, trabajó en Vizcaya (Basauri y Bilbao) como médica de planificación familiar desde 1984 hasta 1996.
Tras doctorarse, imparte clases de Antropología Social, inicialmente en la Universidad de León (1994-1996), después en la Universidad Pública de Navarra (1996-1998), y desde 1998 es profesora de la Universidad del País Vasco (UPV/EHU).
Ha participado en distintas iniciativas y asociaciones feministas desde 1980: fue miembro de la Asamblea de Mujeres de Bizkaia y de la Plataforma por un Sistema Público Vasco de Atención a la Dependencia. Hoy día forma parte del Grupo de Mujeres de Basauri (Bizkaia) al que pertenece desde sus años de universidad y de Marienea Elkartea (Casa de las Mujeres de Basauri).
Su tesis doctoral, en el campo de la salud reproductiva y el género, se enfocó al estudio de la vivencia de las mujeres de su propia salud y la experiencia de los centros de planificación familiar, área en la que tiene distintas publicaciones. Después de esta investigación, desarrolló una nueva perspectiva teórico-metodológica -antropología del cuerpo- cuya publicación más importante es el libro Antropología del cuerpo. Género, itinerarios corporales, identidad y cambio. Posteriormente se ha adentrado en el campo de las emociones y el amor, habiendo publicado, entre otras cosas, Crítica del Pensamiento Amoroso.
Así, sus investigaciones se centran en el ámbito de la Antropología de la Medicina, la Antropología Feminista y la Antropología del Cuerpo y de las Emociones.
Ha escrito también un libro de poesía: Amaren heriotzak libreago egin ninduen, traducido al catalán: La mort de la meva mare em va fer més lliure y al castellano: La muerte de mi madre me hizo más libre.
También un ensayo sobre las transformaciones en la política, en general, y en la política feminista, en particular, a partir de su experiencia en el ámbito vasco: Feminismoa eta politikaren eraldaketak.

## Publicaciones
A lo largo de su trayectoria profesional ha publicado material diverso: libros, monografías y una variedad de artículos en revistas especializadas. De todo este material impreso destacan: 
- "Antropología encarnada, antropología desde una misma”. Revista electrónica: Papeles del CEIC, Nº 12. CEIC (Centro de Estudios sobre las Identidades Colectivas), UPV-EHU, marzo de 2004.
- Crítica del pensamiento amoroso (2011),[8]
- Identidades de género, feminismo, sexualidad y amor: los cuerpos como agentes (2009);[9]
- El estudio de la salud y el género. Las ventajas de un enfoque antropológico y feminista (2006);[10]
- Antropología del cuerpo. Género, itinerarios personales, identidad y cambio (Bellaterra, 2004).[11]
- Re-producción del cuerpo femenino. Discursos y prácticas acerca de la salud (Gakoa-Tercera Prensa, 2001);[12]
- Emakumeen osasunaz beraiei galdezka. Ugalketa eta sexualitate eredu desberdinak (1993);[13]
- Amaren heriotzak libreago egin ninduen (Iruñea: Pamiela, 2013), traducido al catalán: La mort de la meva mare em va fer més lliure (Barcelona: Pollen, 2016) y al castellano: La muerte de mi madre me hizo más libre (Madrid: La oveja roja, 2017)
- Feminismoa eta politikaren eraldaketak (Zarautz: Susa-Lisipe)